# Дикие создания
«Дикие создания» (англ. Wild Things) — предстоящий биографический драматический мини-сериал, основанный на подкасте Wild Things: Siegfried & Roy, созданном Стивеном Лекартом.
Премьера мини-сериала состоится на стриминговой платформе Apple TV+.

## Сюжет
Сериал расскажет о популярном дуэте дрессировщиков и фокусников Зигфрида Фишбахера и Роя Хорна, которые выступали со львами в Лас-Вегасе более 30 лет, прежде чем трагедия положила конец их карьере.

## В ролях
- Джуд Лоу — Зигфрид Фишбахер
- Эндрю Гарфилд — Рой Хорн

## Производство
О начале работы над сериалом для Apple TV+ стало известно в октябре 2022 года, Джон Роберт Хоффман стал сценаристом и исполнительным продюсером. В мае 2025 года Джуд Лоу и Эндрю Гарфилд были выбраны на роли Зигфрида и Роя соответственно. Мэтт Шакман был нанят для постановки пилотного эпизода, съёмки сериала должны начаться осенью 2025 года.